# えきねっと
えきねっとは、東日本旅客鉄道（JR東日本）が提供する、インターネット上での指定券予約サービス及び旅の情報などのインターネットサービスを提供するウェブサイトである。運営と管理はJR東日本グループの株式会社JR東日本ネットステーションが行っている。

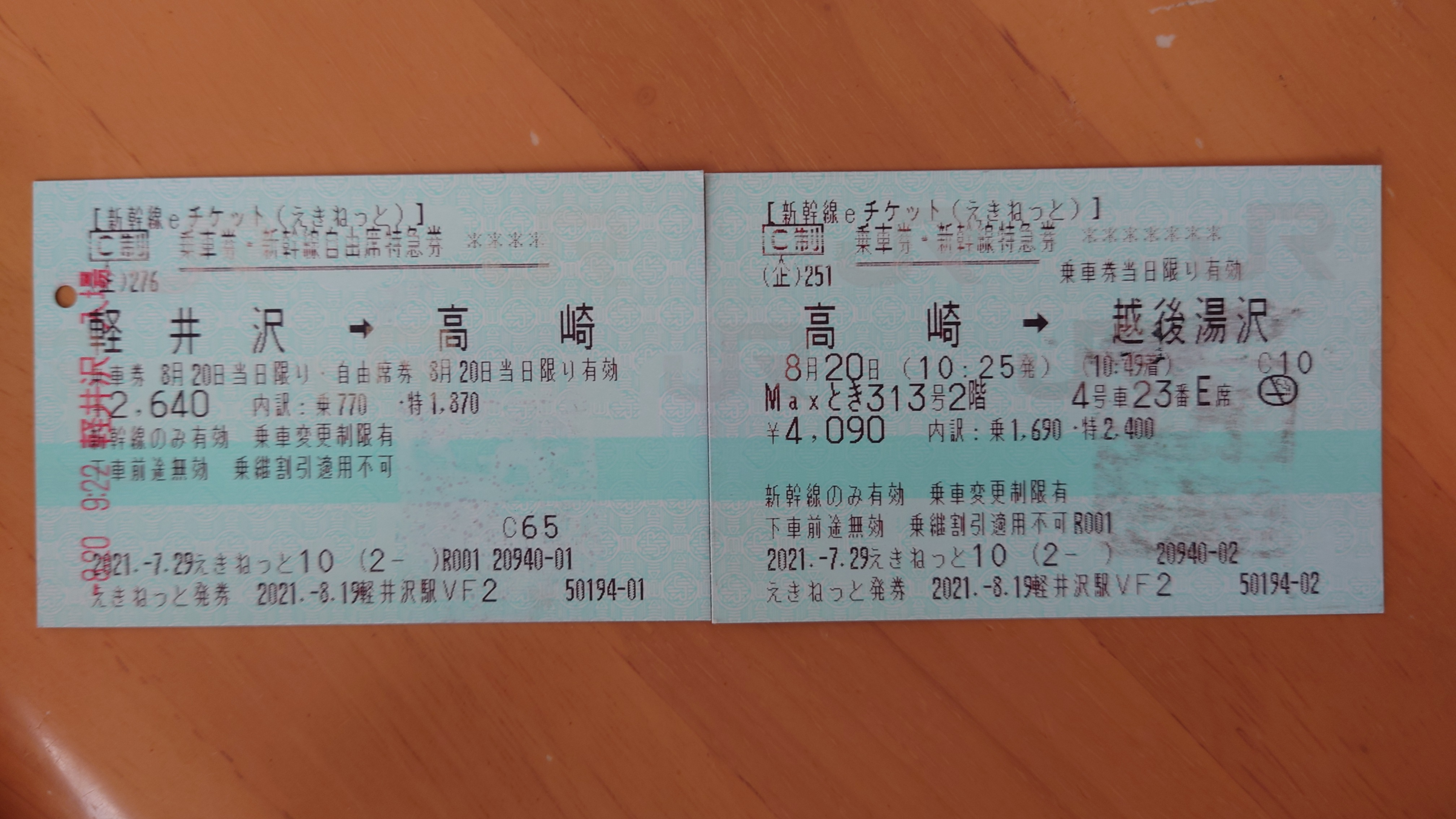
えきねっとで予約・発券した切符の一例。

## インターネット予約の特徴
みどりの窓口で購入可能なJR全線の乗車券や座席指定券などが、インターネットから予約・申込・決済が可能である（寝台券や個室・未指定券/立席特急券など一部の券種・列車には対応しない）。座席位置は、属性を指定（窓側・通路側など）できるほか、一部の列車や設備を除きシートマップからの指定も可能である。
2021年6月にポイントプログラムが独自の「えきねっとポイント」からJR東日本グループ共通の「JRE POINT」に変更になった。

### 予約可能な列車・券種
利用する端末により、予約可能な列車は異なる。予約できる列車を下記に示す。
- パソコンおよびスマートフォン版 - JR全線
- えきねっとチケットレスアプリ - 「新幹線eチケットサービス」「えきねっとチケットレスサービス」「えきねっとトクだ値（チケットレス特急券）」「えきねっとチケットレス座席指定券」のチケットレスのおトクなきっぷのみ予約可能で、通常のきっぷなどのチケットレス以外のきっぷの申し込みはできない（アプリのアイコンには「えきねっと チケットレス専用」の文章がデザインされ、アイコン表示の名称は「えきねっとﾁｹﾚｽ」と表示されている）。2019年11月30日に、まずAndroid版が先行して提供され、その後iOS版も提供された。2024年10月から順次開始される予定の「えきねっとQチケ」（アプリ上に表示されるQRコードを乗車券とするサービス）サービス開始に先駆け、同8月頃のアップデートにて、「えきねっとアプリ」から改称。
- 従来型携帯電話（フィーチャーフォン）版 - 2021年3月12日の予約操作分をもって予約受付を終了し、2021年4月17日にサービスを終了した。[注 1]

2008年2月24日より、座席指定券を伴わない乗車券のみでの申込、受け取りも可能になった。当初は経路などの誤発売（規則上購入できないはずの乗車券が購入できるなど）がしばしば発生したが、システム改修を実施し、発生しなくなった。
JRのチケット類のほか、JR東日本の国内旅行びゅう商品もえきねっとから予約できる（会員登録は不要）。チケット類は宅配または指定席券売機で引取りのいずれかが選択できる。びゅう商品の予約はJR東日本グループの旅行会社であるJR東日本びゅうツーリズム&セールス((旧) びゅうトラベルサービス)が運営している。
2021年6月27日以降は乗車券のみであってもスマートフォンからの購入ができるようになった。また、フリーパスタイプの特別企画乗車券（「大人の休日倶楽部パス」や「週末パス」など）の購入も可能となる。

#### 過去に予約可能だった商品
2021年6月26日までは、新幹線回数券など指定席が利用可能な特別企画乗車券の指定席予約も可能であった（一部例外あり）。おトクなきっぷを利用のうえ5枚以上の指定券を受け取るとき、2つの新幹線列車を改札を出ずに乗継ぐ場合（ただし、えきねっと上で「2列車の乗継申込」からの操作で予約した場合は指定席券売機での受取りも可能）、一部のおトクなきっぷの座席指定券を発券する場合は指定席券売機の利用はできなかった。

### 決済
2021年6月27日より前は決済手段はビューカードなどのクレジットカードに限られていたが、それ以後は、駅で受け取り時の支払い、もしくは銀行やコンビニエンスストアでの支払いも選択できるようになった。また登録できるクレジットカードの枚数が6枚に増えた。
利用できるクレジットカードはビューカード・VISA・JCB・MasterCard・アメリカン・エキスプレス （AMEX）・ダイナースクラブのマークが付いたクレジットカードである（プリペイドカードやデビットカードは推奨されない）。ただし、アメリカンエキスプレスカードのビジネスカードの一部は指定席券売機では非対応。
コンビニエンスストアやATM、駅での支払いは商品や区間により選択できない場合がある。えきねっとアプリから申し込む場合やチケットレスサービスを利用する場合、JR東海・山陽新幹線（2023年5月11日以降受け取り）・JR四国・JR九州の区間を一部でも含む場合が挙げられる。
クレジットカード以外の決済方法には支払期限が設定されており、期限までに支払わない場合は予約はキャンセルされる。

### 受け取り場所
予約した座席指定券などは、チケットレス特急券（えきねっとトクだ値（チケットレス特急券）を含む）およびチケットレス座席指定券を除き、以下のいずれかの方法で受け取る必要がある。新幹線eチケットは登録した交通系ICカードを使う代わりに紙のきっぷを受け取って乗車することも可能である。
- JR東日本管内のみどりの窓口、指定席券売機、駅たびコンシェルジュ
  - かつては、「もしもし券売機Kaeruくん」、びゅうプラザでの受け取りも可能だった。2012年3月にもしもし券売機Kaeruくんが廃止された後は、代わりに設置された指定席券売機に機能が移行している（指定席券売機が設置されなかった駅では、えきねっとで予約した座席指定券類の受取ができなくなった）
- 西日本旅客鉄道（JR西日本）北陸エリアの一部駅（北陸新幹線各駅および七尾駅、和倉温泉駅）のみどりの窓口やみどりの券売機 ※2015年3月14日より対応
- 北海道旅客鉄道（JR北海道）管内のみどりの窓口や指定席券売機
  - 2016年3月26日より対応したが、一部駅（北海道新幹線各駅および函館駅、五稜郭駅）のみどりの窓口や指定席券売機に限られていた。
  - 2016年12月1日よりJR北海道管内のすべてのみどりの窓口や指定席券売機ならびにツインクルプラザ（現在は営業終了）に拡大された[4]。
  - これに関連して、JR北海道が独自に運営していたJR北海道予約サービスは、2017年2月でサービスを終了した。
- 東海旅客鉄道（JR東海）管内の指定席券売機 ※2022年4月1日より対応[5][6]。

#### 注意点
- JR東日本管内以外では、経路によっては受け取れない場合がある（経路にJR東海や一部私鉄の路線が含まれる場合）。詳細はJR北海道、JR東海およびJR西日本北陸エリアでのお受取りについて（えきねっと公式サイト）を参照。
- 株主優待の割引を適用した場合や乗車券のみを受け取る場合、新幹線eチケット、おトクなきっぷなど、きっぷの内容によって受取駅が制限される場合がある。
- 上記以外のJR他社や私鉄、旅行代理店などでの受け取りはできない。えきねっとにて予約した切符を受け取れない旨の注意書きの一例。(米子駅)

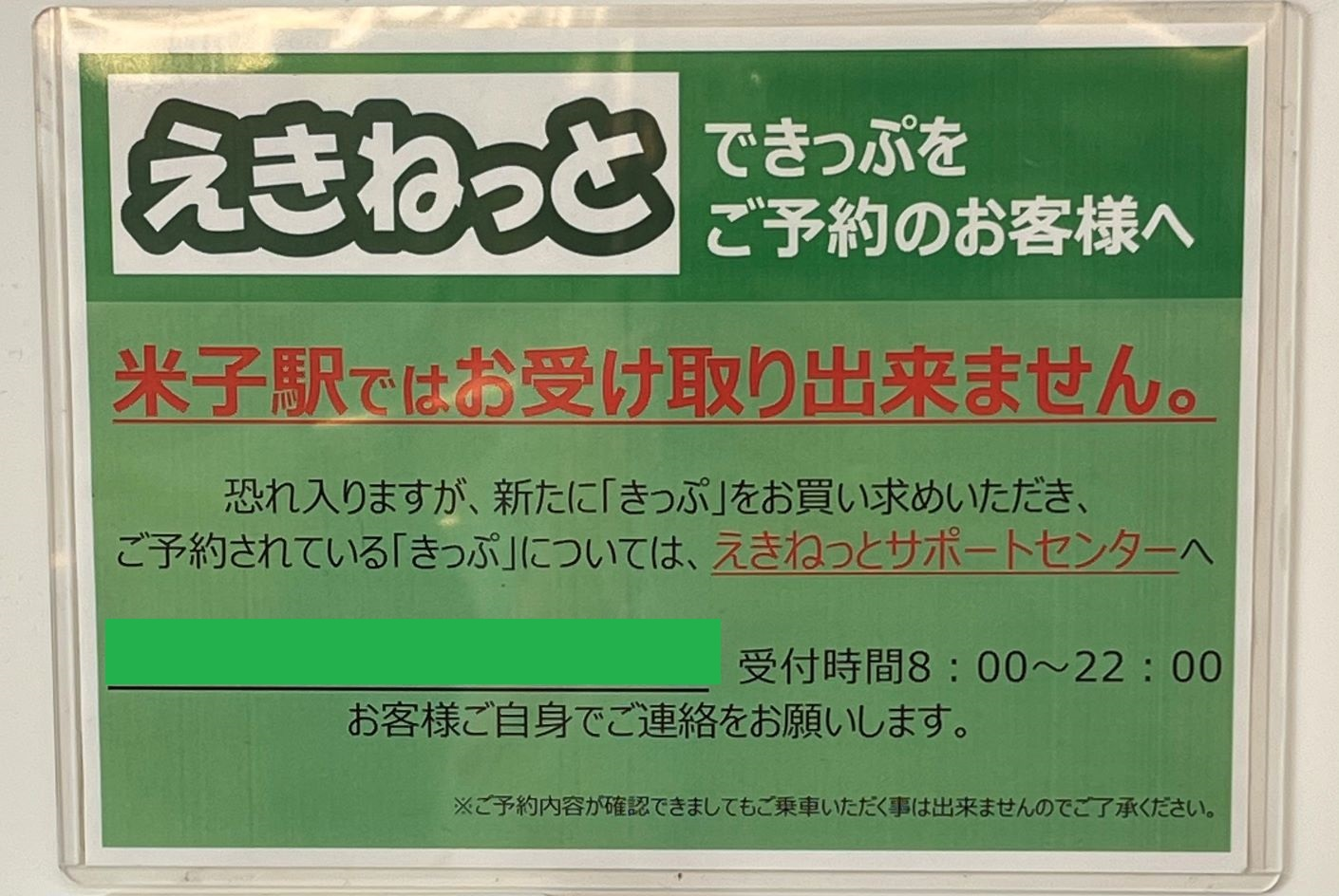
えきねっとにて予約した切符を受け取れない旨の注意書きの一例。(米子駅)

  - JR東日本管内からJR他社管内（JR西日本、JR東海、JR北海道の上記対象駅を除く）や私鉄管内（伊豆急行や富士山麓電気鉄道など）へ跨って利用する際には、往路だけでなく復路のきっぷも事前にJR東日本管内の窓口で受け取っておく必要がある。
- 東海道・山陽・九州・西九州新幹線を含む予約は、QRコード・受取コードが発行されない。きっぷの受取りには申込み時に使用したクレジットカードが必要になる[7]。

### えきねっとトクだ値・お先にトクだ値・お先にトクだ値 スペシャル
えきねっと会員限定かつ枚数限定で発売される、JR東日本・JR北海道が指定した日時・区間の新幹線（東北・山形・秋田・北海道・上越・北陸）および在来線特急列車が割引となる、乗車券と特急券一体型の特別企画乗車券である(特急券部分のみの料金券タイプも設定されることがある)。
予約が可能な期間は商品により異なる。
- えきねっとトクだ値(乗車券付) - 乗車日の1か月前の午前10時00分から当日の午前1時50分まで
- えきねっとトクだ値(特急券のみ) - 乗車日の1か月前の午前10時00分から当日の出発時刻前まで
- お先にトクだ値 - 乗車日の1か月前の午前10時00分から13日前の午前1時50分まで
- お先にトクだ値 スペシャル - 乗車日の1か月前の午前10時00分から20日前の午前1時50分まで

割引率は『トクだ値』が新幹線用が5% - 20%、JR東日本エリア特急列車用が10% - 40%、JR北海道エリアの特急列車用が15 - 55％、『お先にトクだ値』は25% - 40%である。なお、期間・列車限定で50%引きとなる『お先にトクだ値 スペシャル』が設定されることもある。新幹線やJR北海道の一部の特急では一部商品や区間においてグリーン車用も設定され、期間・列車限定でグランクラス用が設定されることもある。通常期・最繁忙期・繁忙期・閑散期が設定されている場合はそれらの時期に応じて発売額が異なるが、一部の在来線特急列車に設定されている料金券のみ商品には通年同額となるものもある。一部商品や区間では年末年始やゴールデンウィーク・お盆といった他の特別企画乗車券が利用できない期間（最繁忙期）には設定されない場合がある。
かつては指定された列車に乗り遅れた場合は特急券部分だけでなく、乗車券としても無効となっていたが、現在は予約した列車に乗り遅れた場合は特急券部分のみが無効になり、乗車券は乗車日の当日に限り有効である。なお、途中下車は不可能であり、途中駅で改札を出た場合は前途放棄として扱われる。また、設定区間の内方乗車は認められるが、返金はされない。
一部商品や区間は後述するえきねっとチケットレスサービスに対応し、『えきねっとトクだ値（チケットレス特急券）』として発売されている。なお、各新幹線用に関しては2020年3月14日以降は、後述する新幹線eチケットサービスのサービス開始されることに伴い同サービスの専用商品『新幹線eチケットサービス（えきねっとトクだ値）』となった。

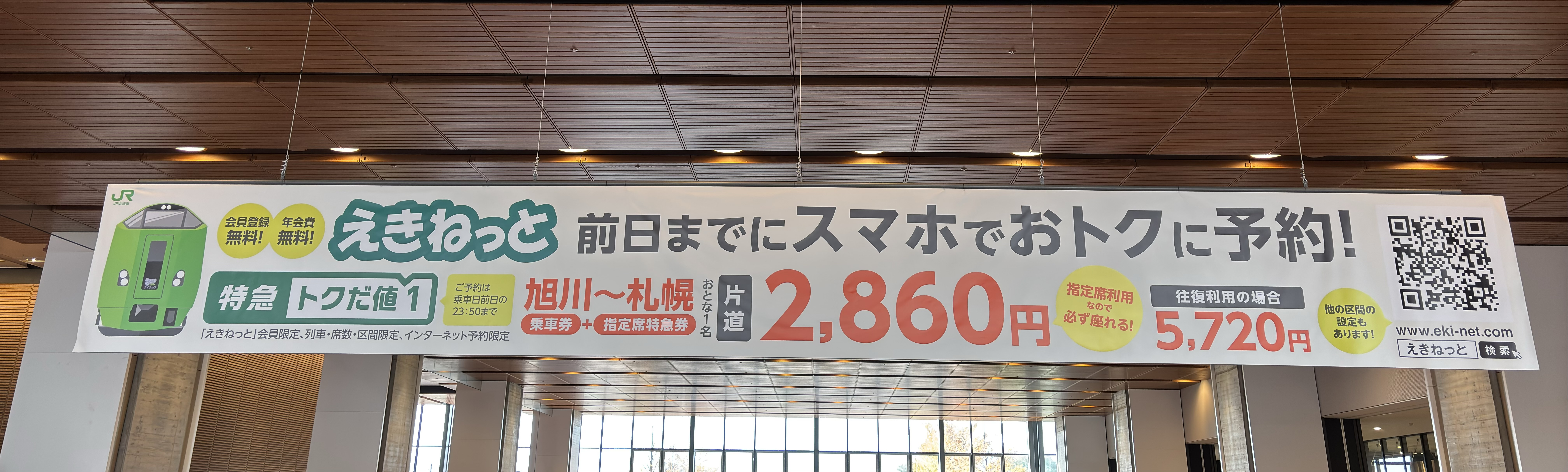
えきねっとの利用を呼びかける横断幕（旭川駅、2024年10月）

JR北海道管内では2024年3月16日のダイヤ改正から特急「北斗」「すずらん」「おおぞら」「とかち」を全車指定席化し、当該列車の運行区間で発売していた特別企画乗車券「乗車券往復割引きっぷ」「北斗オプション特急券」「すずらんオプション特急券」の全廃に踏み切った。これに伴い割引料金での購入・利用がえきねっと経由に一本化された区間や路線が生じたことに加え、事前予約が必須となったことで従前に比べて使い勝手の面で劣る形となった結果、都市間バスや普通列車への利用者の流出が進むことになった。その影響は特急「すずらん」で特に大きく、同列車の2024年5月の利用者は前年同月比2割減に低迷している。JR北海道ではえきねっと限定商品の拡充を行うとともに道内主要駅に随時えきねっとの案内ブースを設け、利用を呼びかけている。

### えきねっとチケットレスサービス
2010年3月13日より「成田エクスプレス」向けに導入されたサービス。2013年11月18日からは、「あかぎ」の指定席にも対応し、2023年3月現在ではこれらの列車の他に「草津・四万」・「ひたち・ときわ」・「あずさ」・「かいじ」・「富士回遊」・「はちおうじ・おうめ」・「踊り子」・「湘南」でも導入されている。従来型携帯電話（フィーチャーフォン）やスマートフォンからえきねっとのページにて予約すること（その後のリニューアルでパソコンからも予約可能になった。）で、チケットレスで乗車が可能となるもので、通常の紙の特急券を購入するよりも安く、かつ特急券の受け取りが不要で、発車直前まで何度でも予約変更が可能といったメリットがある。利用に際しては、乗車券を別途用意する必要がある。未指定券は発売できない。
2021年6月27日より、JRE POINTを利用して本サービスのチケットレス特急券と交換できる特典『JRE POINT特典チケット（在来線）』が開始された。
2022年4月1日よりJR北海道の「エアポート」のuシートで『えきねっとチケットレス座席指定券』のサービスが始まり、2023年3月18日より函館本線のホームライナーも対象列車となった。こちらも乗車券を別途用意する必要がある。
JR東日本以外では、JR西日本がe5489またはWESTER上で一部の在来線特急などを対象としたチケットレス特急券のサービスを提供し、新快速のAシートでもチケットレスサービスを実施している。東武鉄道でもチケットレスサービスを実施しているが、JR・東武直通特急は東武線内のみ利用の場合を含めて全区間で取り扱い自体をせず、えきねっとの場合も紙のきっぷの受け取りが必要である。

### 新幹線eチケットサービス
2020年3月14日に、東北・北海道・山形・秋田・上越・北陸新幹線向けに導入されたサービス。予めえきねっとの会員情報に交通系ICカード（交通系ICカード全国相互利用サービスで利用できる交通系ICカード。仙台市交通局のicscaは対象外）を登録しておき、えきねっとまたはe5489から新幹線の指定席・自由席の予約を行うことでチケットレスで新幹線乗車が可能となる（e5489から予約可能な区間は東京駅 - 金沢駅間の相互間のみ）。また交通系ICカードを登録せず、指定席券売機などできっぷを受け取って乗車することも可能である。
『新幹線eチケットサービス（基本）』の場合、指定席は所定運賃・料金の合計から200円（こどもは100円）引き、自由席は所定の運賃・料金となる。指定席は紙のきっぷと同様に最繁忙期＞繁忙期＞通常期（基準価格）＞閑散期の順に価格差がある。東北・北海道新幹線の盛岡駅 - 新青森駅 - 新函館北斗駅間とミニ新幹線の区間である山形・秋田新幹線の「特定特急券」は取り扱いしていない。満席等の場合でも「立席特急券」も取り扱いをしていない。
EX-ICサービスと同様に特定都区市内は適用されないほか、本サービスの適用区間とその他の路線との運賃の通算もできない。そのため、特定都区市内の在来線に乗り継ぐ場合や、東北・北海道・山形・秋田・上越・北陸新幹線とその他のJR線を通して長距離乗車する場合等、割引なしの通常のきっぷの方が総額が安くなる場合もあるため、注意する必要がある。また、学生割引/ジパング倶楽部は利用できない（大人の休日倶楽部で会員割引での購入は可能。）。なお、『新幹線eチケットサービス（えきねっとトクだ値）』（お先にトクだ値、お先にトクだ値 スペシャルを含む）の場合は、通常期の指定席利用の新幹線eチケットサービスの価格から割引となる。
タッチでGo!新幹線と重複する場合は、乗車駅からの予約情報を照会して、予約がある場合は「eチケット」、予約なしの場合は「タッチでGo!新幹線」利用として扱われる。タッチでGo!新幹線/新幹線IC定期券を使用する場合は乗車駅からの該当する予約を取り消ししておく必要がある。
2021年6月27日以降は以下の商品の発売・特典が開始された。
1. 大人の休日倶楽部割引を適用した新幹線eチケットの商品『新幹線eチケットサービス（大人の休日俱楽部割引）』
2. 往復割引を適用した新幹線eチケットの商品『新幹線eチケットサービス（往復割引）』
3. 株主優待割引を適用した新幹線eチケットの商品『新幹線eチケットサービス（株主優待割引）』
4. 貯まったJRE POINTで新幹線eチケットの商品と交換できる特典の商品『JRE POINT特典チケット（新幹線）』『JRE POINT特典チケット（どこかにビューーン！）』
5. 貯まったJRE POINTで新幹線eチケットの普通車指定席の値段でグリーン車やグランクラスにアップグレードできる特典の商品『JRE POINTアップグレード』
6. 長野方面から仙台方面など、大宮駅や高崎駅などで折り返すような商品
7. 乗継で申し込める列車が現在の2列車までから3列車までに増える

### えきねっとQチケ
2024年（令和6年）10月1日より東北エリア管内の新幹線や在来線を対象に導入されたサービス。予め新幹線や在来線の乗車券や特急券をえきねっとで予約の上、えきねっとアプリで乗車用QRコードを表示・提示することで、みどりの窓口や指定席券売機できっぷを受け取る必要がなく、Suicaエリア外の路線や区間も含めてチケットレスで乗車が可能となるものである。乗車券が含まれるサービスのため、特急券のみの予約はできない。他社線区間を含む場合は本サービスの利用はできない。
表示した乗車用QRコードは、QRコード対応の自動改札機にかざすことで通過できる。自動改札機が設置されていない駅（無人駅を含む）では、利用者自身でえきねっとアプリを使用して乗車用QRコードの利用を開始するためのセルフチェックインを行い、駅係員や乗務員に提示することで利用が可能となる。なお、同一行程で利用する場合は利用者本人を含めて6名まで本サービスの利用が可能であるが、予め本サービスの予約を行った利用者本人が同行者へQRコードを提示する必要がある。
また、特急券は普通車指定席・グリーン車・グランクラスを含み、大人の休日倶楽部や株主優待割引も利用が可能であるが、新幹線eチケットサービスやえきねっとトクだ値の利用はできない。ただし、在来線特急については、在来線チケットレス特急券や在来線チケットレス特急券（トク割）の申し込みが可能である。また、利用に際してはJRE POINTも付与され、付与率は、新幹線が特急料金・グリーン料金などに対して2%、在来線特急が特急料金・グリーン料金などに対して5%となる。しかし、新幹線・在来線特急ともに乗車券部分はポイント付与対象外となるほか、新幹線については自由席を利用した場合でもポイント付与対象外となる。
導入当初は東北エリア管内の新幹線や在来線が対象であるが、段階的に本サービスの提供エリアを拡大するとされており、2025年度（令和7年度）下期には東京都区内エリアと東北新幹線（東京駅 - 郡山駅間）、2026年度（令和8年度）下期には上信越エリアと上越新幹線（大宮駅 - 新潟駅間）および北陸新幹線（高崎駅 - 上越妙高駅間）が提供エリアに追加され、2026年度（令和8年度）末にはJR東日本管内のすべてのエリアで本サービスが利用可能になる予定。

#### 利用可能エリア
2024年（令和6年）10月1日時点では、東北エリア管内の以下の区間の新幹線や在来線が対象となる。
- 東北新幹線：郡山駅 - 新青森駅間
- 東北本線：郡山駅 - 盛岡駅間
- 常磐線：いわき駅 - 岩沼駅間
- 羽越本線：鶴岡駅 - 秋田駅間
- 磐越西線：郡山駅 - 喜多方駅間
- 仙山線：全線
- 仙石線：全線
- 奥羽本線：全線（山形新幹線や秋田新幹線を含む）
- 米坂線：米沢駅 - 今泉駅間
- 磐越東線：全線
- 石巻線：全線
- 大船渡線：一ノ関駅 - 気仙沼駅間
- 陸羽東線：全線
- 陸羽西線：全線
- 北上線：全線
- 釜石線：全線
- 山田線：全線
- 花輪線：全線
- 八戸線：全線
- 大湊線：全線
- 津軽線：全線
- 左沢線：全線
- 田沢湖線：全線（秋田新幹線を含む）
- 男鹿線：全線
- 五能線：全線

### えきねっと割引（廃止）
JR東日本管内の新幹線(山形新幹線・秋田新幹線全線を含む)の指定席（グリーン車・グランクラスを含む）をえきねっとで予約の上、指定席券売機で受け取ると、100円から700円を割り引くえきねっと割引が適用されていた。乗車券と自由席特急券には適用されず、みどりの窓口などでは適用されない。
また、えきねっと割引は、トクトクきっぷとの併用（ウィークエンドパスなどとの併用は可能だった）、ジパング倶楽部割引、乗継割引など、他の特急券対象の割引との併用はできなかった。のちに2つの列車を乗継ぐ申込については「2列車の乗継申込」をすることで、乗継割引適用のきっぷが申し込めるようになったが、一部列車や区間に限られている、3列車以上の乗継申込ができないなどの問題があった。
えきねっと割引より乗継割引を適用させた方が割安となるが「2列車の乗継申込」では申し込めない場合、予約を1列車ずつ行い、券売機ではなく窓口で受け取り、その際に乗継割引利用の旨を申し出ることで適用される。他の割引制度についても、窓口で受け取れば適用される。なお、「乗換案内から申込」を利用すると、このケースに該当する場合に「きっぷ受取に注意」の案内が表示される。
乗継割引の方が割安であるが、「2列車の乗り継ぎ申込」ができない例
- 例：弘前駅 -（特急「つがる」）- 新青森駅 -（特急「白鳥」）- 函館駅
- 例：八戸駅 -（新幹線「はやて」）- 新青森駅 -（特急「白鳥」）- 函館駅 -（特急「北斗」）- 札幌駅

なお、2015年1月31日までの受取をもってえきねっと割引のサービスは終了した。

### ポイントサービス
- 2021年6月26日購入分までは、ポイント付与条件を満たすとえきねっとポイントが付与された。付与されたポイントはSuicaカードやびゅう商品券、JRE POINTなどに交換ができた。
- 2021年6月27日購入分からは、ポイント付与条件を満たすとJRE POINTが付与される。また同日以降にえきねっととJRE POINTを連携させておくことで、貯まったJRE POINTで新幹線eチケットやチケットレス特急券にポイントを使用できるようになった[2][17]。

### 変更・払い戻し
変更は原則として1回まで可能で、2回目以降はできないので、一旦払い戻してから再度購入し直す必要がある。きっぷの受け取り前はえきねっと上（電話を含む）での変更、きっぷの受け取り後はみどりの窓口での変更となる。ただし、「えきねっと特典」が適用されるきっぷに関しては、初回に申し込んだ列車の乗車日から3か月以内であれば何度でも変更することができる。以下の条件をすべて満たす場合に限られる。
1. 申し込み内容がJR東日本（一部私鉄を含む）・JR北海道管内もしくはJR西日本の北陸新幹線で完結している。
2. フリータイプのようなおトクなきっぷまたは「JRE POINT特典チケット（どこかにビューーン！）」ではない。
3. きっぷが受け取り前である。
4. 各きっぷが定める変更期限を過ぎていない。
5. 支払い方法でクレジットカード支払いを選択している、またはJRE POINT交換商品でJRE POINT支払いを行っている。

一部のきっぷでは券種が異なるきっぷへの変更も可能な場合があるが、変更後のきっぷが定める変更期限を過ぎていないことも条件となる。
JR東海エリアを含むなど「えきねっと特典」対象外の予約内容からJR東日本・JR北海道管内もしくはJR西日本の北陸新幹線で完結している内容へ変更した場合は「えきねっと特典」の対象とならない。
往復乗車券のみを申込んだ場合、予約時にコンビニ支払い・金融機関支払い・駅支払いを選択した場合は、受け取り前の変更ができない。きっぷを受け取った後、駅の窓口での変更となる。
また、「えきねっとトクだ値」（「新幹線eチケットサービス（えきねっとトクだ値）」を含み、「えきねっとトクだ値（チケットレス特急券）」を除く）とJRE POINT交換商品（「JRE POINT特典チケット（在来線）」を除く）は、きっぷの受け取り後、一切変更できない。一旦手数料を支払って払い戻した後、再度購入する必要がある。
払い戻しの場合、きっぷの種類やえきねっと特典の有無、きっぷを受け取る前か受け取った後かによって、所定の手数料と期限、操作方法や払い戻す場所が定められている。詳細はお申込みが不要になった（払戻・取消）（えきねっと公式サイト）を参照。特にトクだ値の場合、「発券後の取消」または「えきねっと特典対象外座席指定券から変更後の取消」は割引率分の払戻手数料が掛かるので注意が必要である。また、株主優待割引券は無効となり、再使用できない。えきねっと上で購入したきっぷを利用しなかった場合、受け取り前の新幹線eチケットを除き、一切返金されない。
なお、2021年6月26日（えきねっとリニューアル前）までは、乗車券・自由席特急券の払い戻し手数料は無料であり、えきねっと上で購入した自由席券や乗車券を利用しなかった場合でも返金されていた。

## ビジネスえきねっと
ビジネスえきねっとは、JR東日本が運営する法人顧客向けのJR券オンライン販売システムで、2006年3月からサービスが開始された。
それまで同社が法人顧客向けサービスとして運営していた「宅配システム」（同年12月サービス終了）に代わって開始されたサービスで、パソコンから専用サイトを通じ、全国のJR線の乗車券、特急券、特別企画乗車券などが購入できる。また新幹線・特急列車の指定席の好みの座席を選べる「シートマップサービス」や、携帯電話やスマートフォンからの変更・払い戻し・取消などの手続きにも対応する（新規購入はパソコンの専用サイトのみで可能）など、一般会員向けの「えきねっと」とおおむね同様のサービスが受けられる。ただし、団体乗車券や「大人の休日倶楽部」「ジパング倶楽部」の割引乗車券、個室（寝台列車を含む）、九州旅客鉄道（JR九州）のDXグリーン席、立席特急券、座席未指定券、一部の臨時列車など一部の券種・列車は取扱対象外となっている。
システム利用料は無料で、乗車券類の購入代金は月毎に集計され、一括請求での精算となる。また乗車券類の受領時に必要な、専用の「ビジネスえきねっとカード」は、枚数に関わらず無料で発行される。
専用サイトで購入・予約した乗車券類はJR東日本管内のみどりの窓口、びゅうプラザ、指定席券売機で受領することができる。受領の際には前掲の「ビジネスえきねっとカード」が必要である。ただし、JR東日本以外のJRグループ各社の窓口・券売機、旅行会社では受領できない。
前掲のように駅で乗車券類を受領する方法のほか、システム専用の直接サーマル式発券プリンタ「インテリジェントプリンタ (IPR)」を設置すれば、自ら乗車券類をプリントアウトすることもできる。ただし専用通信回線の敷設が必要で（工事費は自己負担）、利用料としてプリンタ使用料（1台につき月額29,000円）と専用通信回線使用料（1台につき月額21,000円）の、月額計50,000円が別途必要となり、プリンタシステム1台あたりの1年間の負担コストは600,000円となる。
福島県郡山市には、システムの運営をサポートする「ビジネスえきねっとセンター」（2007年4月運用開始、業務はJR東日本東北総合サービスが受託）が設置されている。ただし、年末年始（12月29日 - 1月3日の間）は同センターが休業となるため、サービス自体も休止される。
JR東日本管内の中小の旅行会社や一部の私鉄・第三セクター鉄道では、マルス端末の代替として、この「ビジネスえきねっと」のプリンタシステムを使用してJR券の発売業務を行っている。このうち、私鉄・第三セクター鉄道の主な事業者は下記のとおりである。なお、前掲のとおり、年末年始は取り扱い休止となる。
- 青い森鉄道
  - 青い森たびショップ（三沢駅）[注 10]
- IGRいわて銀河鉄道
  - 銀河鉄道観光（青山駅前、同社本社内）[注 11]
- 秋田内陸縦貫鉄道
  - 内陸線旅行センター（鷹巣駅内）
- 山形鉄道
  - 長井駅旅行センター
- しなの鉄道
  - 戸倉駅[注 12]
- えちごトキめき鉄道
  - 糸魚川駅[注 13]
- 北越急行
  - 十日町駅[注 14]
- 富士急行[注 15]
  - 都留文科大学前駅、富士急ハイランド駅、河口湖駅

## JR-EAST Train Reservation
2008年3月25日から訪日外国人向けにJR-EAST Train Reservationという名称でインターネット予約サービスを展開している。予約可能な列車や受け取り場所などのサービス条件はえきねっとに準ずるが、通常の乗車券や指定券に加えて訪日外国人のみが利用可能な企画乗車券の一部も取り扱っている。

## 掲載情報
駅設備、駅案内、駅別時刻表案内、路線情報、乗車券・定期乗車券などの運賃案内、JR東日本主催のキャンペーン情報などが掲載されている。また、@Stationを利用したインターネットショッピング『えきねっとショッピング』を提供しており、鉄道関係グッズから各都県の名産品・銘菓などまで、幅広い買い物ができた。また、経由して他のサイトで商品の購入を行うとポイントがもらえる『えきねっとポイントモール』のサービスもあった。『えきねっとショッピング』と『えきねっとポイントモール』は2018年3月30日でサービスを終了し、『えきねっとショッピング』は『JRE MALL』として引き継がれている。

## トラブル
2022年10月19日、同日朝時点のGoogle「えきねっと」検索結果に.ruドメインのフィッシング目的と思しき偽サイトが最上位に出てくることが報じられた。JR東日本はGoogleに対し検索結果から偽サイトを削除するように依頼し、同日夜までに偽サイトは検索結果から削除された。